# Konijnenkeutel

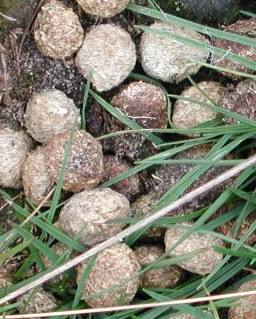
Konijnenkeutels in het gras

Konijnenkeutels zijn uitwerpselen van konijnen. Konijnenkeutels zijn kleine, droge, ronde keutels die vaak door konijnen op veelal steeds dezelfde plaats gedeponeerd worden.
Konijnen zijn coprofaag, wat wil zeggen dat ze hun eigen uitwerpselen consumeren. 
Een konijn maakt twee soorten keutels. Uit grote, onverteerbare delen uit het voedsel, zoals bijvoorbeeld grasvezels en hooi, worden ronde stevige en vezelige keutels  gevormd die linea recta, via de dikke darm, naar de uitgang gaan. Kleine, verteerbare delen uit het voedsel  gaan eerst naar de blindedarm. Hier worden de voedingsstoffen door bacteriën afgebroken en geschikt gemaakt voor opname door het lichaam. De overgebleven massa wordt weer de dikke darm ingeduwd en verlaat, als trosjes kleine gitzwarte zachte blindedarmkeuteltjes, via de anus het lichaam. Deze blindedarmkeutels zitten bomvol onmisbare voedingsstoffen. Ze worden rechtstreeks uit de anus opgegeten en maken zo een tweede ronde door het spijsverteringsstelsel.  